# Le notti bianche di Charlot
Le notti bianche di Charlot (A Night Out), conosciuto anche come Una sera fuori casa e Charlot nottambulo, è un cortometraggio interpretato e diretto da Charlie Chaplin; fu proiettato la prima volta il 15 febbraio 1915.

## Trama

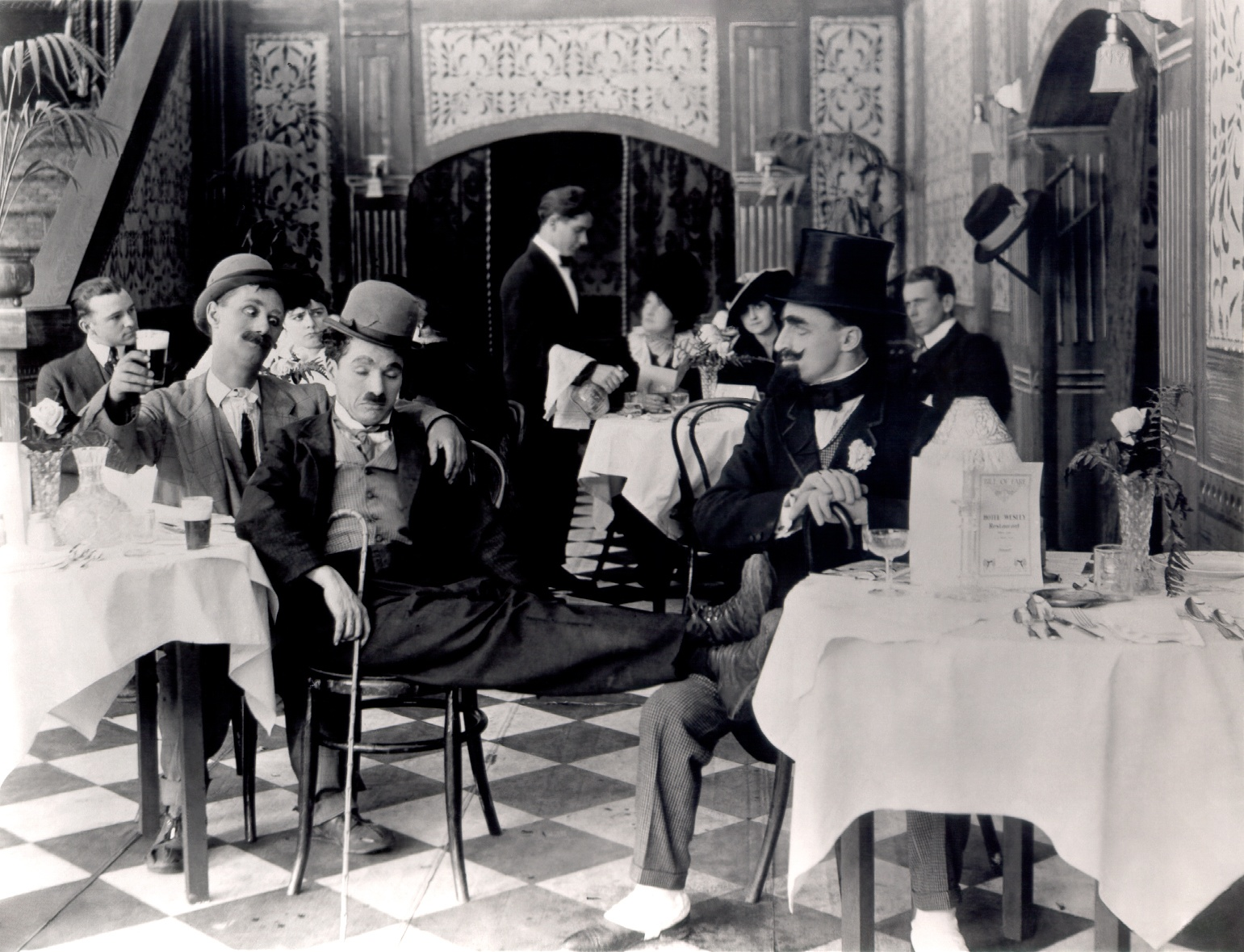
Charlot nel pub

Charlot (Charlie Chaplin) incontra per strada l'amico (Ben Turpin), con cui condivide la stessa stanza d'albergo, ed entrano insieme in un bar da cui ne escono del tutto sbronzi. Dopo di ciò, si recano al ristorante per pranzare e qui, indifferenti alla presenza degli altri clienti, scatenano il putiferio fino all'intervento dell'enorme capo-cameriere (Bud Jamison) che li caccia fuori dal locale. Benché facciano fatica a reggersi in piedi, i due entrano di nuovo al bar per ubriacarsi ancora. Ne escono in condizioni peggiori, soprattutto Charlot che deve essere trascinato di peso dall'amico fino all'albergo dove, dopo qualche tentativo, riescono a salire le scale per scoprire, con piacere, mentre provano ad inserire, con difficoltà, la chiave nella porta della loro camera, che questa si trova di fronte a quella di un'affascinante signora (Edna Purviance). Dopo alcuni tentativi di Charlot di corteggiare la donna, interviene il marito di costei che altri non è che il corpulento cameriere che aveva buttato Charlot ed il suo amico fuori dal ristorante. L'uomo costringe Charlot a fare la valigia e ad abbandonare l'albergo. Dopo aver preso una stanza in un altro hotel, Charlot si prepara, come meglio può, non avendo per nulla smaltito la sbronza, a mettersi a letto. Nel frattempo, a causa di quello che era successo, anche il cameriere e la moglie decidono di cambiare albergo e, senza saperlo, prendono una stanza nello stesso hotel dove poco prima Charlot aveva preso la sua. Hanno luogo altri equivoci e scambi di stanza tra Charlot e la signora, entrambi in camicia di notte. La donna, infine, si vede costretta a nascondere Charlot sotto le lenzuola del proprio letto dove viene, immancabilmente, scoperto dal marito geloso. All'atto di quest'ultimo di mettere mano alla pistola, Charlot si getta fuori dalla finestra, cadendo al suolo, fortunatamente, senza alcun danno. Nel mentre, anche l'amico di bevute giunge, furente, nello stesso albergo per regolare i conti con Charlot che gli è debitore della metà del costo della stanza presa insieme nel primo hotel. I due si affrontano ma i fumi dell'alcol impediscono loro di colpirsi davvero e l'intervanto del solito cameriere procurerà a Charlot un tuffo imprevisto nella vasca da bagno piena d'acqua.

## Produzione
Il film fu prodotto dalla Essanay Film Manufacturing Company. Venne girato a Chicago, dove la casa di produzione aveva la sua sede principale e in California, a Oakland.
Prima apparizione della nuova partner femminile Edna Purviance, destinata a diventare primadonna di Chaplin per i successivi otto anni e compagna nella sua vita privata. Digiuna di cinema ottenne la scrittura affascinando con la sua personalità seria e il sorriso dolcissimo Chaplin, che al momento del provino non valutò nemmeno le doti artistiche della ragazza, all'epoca diciannovenne, com'ebbe a dichiarare in seguito.
All'epoca la Essanay, casa di produzione con cui aveva appena iniziato la collaborazione, non usava fare copie delle pellicole girate, ma effettuava il montaggio direttamente sul negativo originale. Quando Chaplin casualmente venne a conoscenza del costume, stavano intervenendo sulla sua pellicola appena girata, pretese che si introducessero le copie positive sulle quali effettuare gli interventi tecnici, rifiutandosi di proseguire le riprese. Solo dal film successivo fu adottata la nuova procedura.

## Distribuzione
Distribuito dalla General Film Company, il film - un cortometraggio in due bobine - uscì nelle sale cinematografiche USA il 15 febbraio 1915.